# Josue Souza Santos
Josue Souza Santos (født 10. juli 1987) er en brasiliansk fodboldspiller.
Han har spillet for flere forskellige klubber i sin karriere, herunder Sagan Tosu.